# 47th–50th Streets – Rockefeller Center (métro de New York)
47th–50th Streets – Rockefeller Center est une station souterraine du métro de New York située dans le quartier d'affaires de Midtown au centre de Manhattan. Elle est située sur l'une des lignes (au sens de tronçons du réseau) principales (trunk lines), l'IND Sixth Avenue Line (métros orange) issue du réseau de l'ancien Independent Subway System (IND). Sur la base de la fréquentation, la station figurait au 13e rang sur 421 en 2012.
La station est desservie par l'ensemble des services de la ligne :
- les métros D et F y transitent 24/7 ;
- les métros B et M (dont elle constitue le terminus) y circulent uniquement en semaine.